# Сесар Евора
Сесар Евора (шп. César Évora) кубански је глумац.

## Биографија
Студирао је геофизику како би се укључио у потрагу за минералима и нафтом све док се није пријавио на аудицију на којој је изабран између 500 пријављених. Каријеру је започео у родној Куби, глумећи у више од десет филмова пре него што се преселио у Мексико. Године 1999. је добио мексичко држављанство. Постао је познат улогама у серијама "Corazón salvaje" и "Agujetas de color". 1995. добио је своју прву главну улогу у серији "Si Dios Me Quita La Vida", а партнер му је била Данијела Ромо. Главне улоге у серијама "Luz Clarita", "Gente bien" и посебно "El Privilegio de Amar donjele" су Сесару донеле светску славу. Са супругом Вивиан Домингез има троје деце: Рафаел, Карла и Мариана.

## Филмографија
| 2019         | /                     | Ringo | Oscar "Oso" Villar       |
| ------------ | --------------------- | ----- | ------------------------ |
| 2016.        | /                     |       | Викторијано              |
| 2015 — 2016. | /                     |       | Освалдо                  |
| 2014 — 2015. | /                     |       | Франсиско Фернандес      |
| 2013.        | Олуја                 |       | Фулхенсио Салазар        |
| 2013.        | Неукротиво срце       |       | Алехандро Мендоса        |
| 2012.        | /                     |       | Дионисио Ферер           |
| 2012.        | Понор љубави          |       | Росендо Аранго           |
| 2010 — 2011. | Тријумф љубави        |       | Ериберто                 |
| 2010 — 2011. | /                     |       | Емилијано Руиз де Тереса |
| 2008 — 2009. | /                     |       | Еухенио                  |
| 2007 — 2008. | Проклета лепота       |       | Констансио Белмонте      |
| 2007 — 2008. | /                     |       | Самуел                   |
| 2007.        | /                     |       | Педро                    |
| 2006 — 2007. | Бештије               |       | Габријел Демијан         |
| 2005.        | Вирхинија             |       | Едмундо Луди музичар     |
| 2005.        | Маћеха                |       | Естебан                  |
| 2003 — 2004. | Маријана              |       | Атилио Монтенегро        |
| 2002 — 2003. | Снага љубави          |       | Луис Авила               |
| 2002.        | Између љубави и мржње |       | Октавио                  |
| 2001 — 2002. | Извор                 |       | Ригоберто Валдез         |
| 2000 — 2001. | Загрли ме чврсто      |       | Федерико                 |
| 1999 — 2000. | /                     |       | Габријел Алмада          |
| 1998 — 1999. | Право на љубав        |       | Хуан де ла Круз          |
| 1996 — 1997. | /                     |       | Маријано                 |
| 1996.        | /                     |       | Амадор Монтеро           |
| 1995.        | /                     |       | Антонио                  |
| 1994.        | /                     |       | Естебан Армендарес       |
| 1993 — 1994. | /                     |       | Марсело                  |

## Награде
| Година: | Категорија:       | Теленовела: | Резултат: |
| ------- | ----------------- | ----------- | --------- |
| 2013.   | Најбољи негативац |             | Добитник  |
| 2012.   | Најбољи негативац |             | Добитник  |
| 2002.   | Најбољи глумац    |             | Номинован |